# Amanitenmemeide

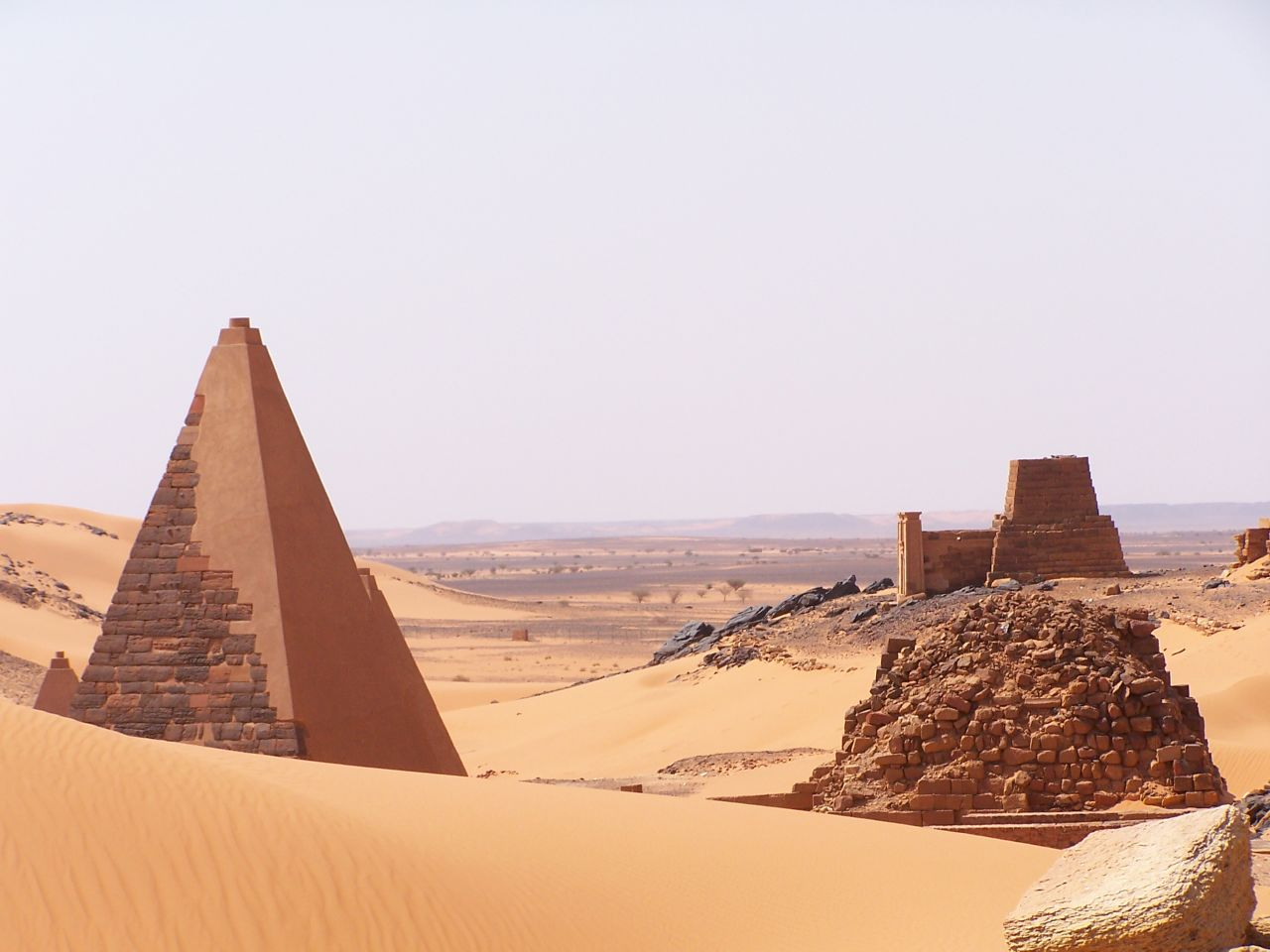
Amanitenmemide piramisa (jobb oldal)

Amanitenmemide (uralkodói nevén Nebmaatré) núbiai kusita király volt az i. sz. 1. században. Személynevét meroitikus, uralkodói nevét klasszikus egyiptomi hieroglifákkal írták.
Eddig csak meroéi piramisából ismert (Beg. N17). A piramis területe 8,6×8,6 m, ezért Meroé egyik kisebb királyi piramisának számít. A piramis előtt díszített kápolna állt. A dekorációt Karl Richard Lepsius expedíciója lemásolta. Az egyik falat Berlinbe vitték, ahol a Neues Museumban látható. Egy másik, jelenleg csak hat blokkban megőrzött anyag, a londoni British Museumban található.
Három csontvázat találtak a piramis temetkezési kamrájában – ezek közül kettő női, a harmadik pedig egy kb. 30 éves férfihoz tartozik, így talán magáé a királyé.